# Biserica din Chetrosu
Biserica din Chetrosu este o biserică amplasată în Chetrosu, raionul Anenii Noi, Republica Moldova. Este un monument arhitectural de importanță națională inclus în Registrul monumentelor Republicii Moldova ocrotite de stat cu nr. 50 (raionul Anenii Noi).